# Mikhail Vartanov
Mikhail Vartanov (en russe : Михаил Мартиросович Вартанов, en arménien : Միքայել Վարդանով), né le 21 février 1937 en RSFSR (Union soviétique, aujourd'hui fédération de Russie) et mort le 31 décembre 2009 à Los Angeles (Californie), est un réalisateur, directeur de la photographie, documentariste, essayiste et photographe soviétique. Il a développé un style de réalisation documentaire appelé « direction de l'action non dirigée ».
Il est considéré être un directeur de la photographie et un documentariste important de sa génération, connu pour ses collaborations artistiques avec Sergueï Paradjanov et pour des films documentaires influents tels que Paradjanov : Le Dernier Printemps, The Seasons (réalisé par Artavazd Pelechian), The Color of Armenian Land et une série d'essais dont The Unmailed Letters.

## Biographie
Mikhail Vartanov avait une relation étroite avec le réalisateur emprisonné Sergueï Paradjanov. Il a été familiarisé pour la première fois avec le travail de Parajanov en 1964, après avoir regardé le film Les Chevaux de feu et les séquences d'essai des Fresques de Kiev inachevées en tant qu'étudiant à l'Institut Gerasimov de Moscou de la cinématographie. Leur amitié a commencé après leur première rencontre en 1967, en Arménie, et a discuté du scénario de La Couleur des grenades (également connu sous le nom de Sayat Nova).
Le film suivant de Vartanov, Pastorale d'automne, écrit par Artavazd Pelechian et dont la musique est du compositeur Tigran Mansourian, a été écarté. Après l'arrestation de Sergueï Paradjanov à Kiev en 1973, Vartanov a immédiatement protesté auprès du procureur général d'Ukraine. Le document récemment déclassifié a prouvé que c'est cette lettre de soutien à Paradjanov qui a provoqué l'intensification du harcèlement subi par Vartanov et son licenciement ultérieur des studios Armenfilm quatre mois après l'emprisonnement de Paradjanov. Dans une lettre écrite de sa prison, Sergueï Paradjanov a écrit à Vartanov : « Toi et ta pureté entrent en collision avec les circonstances et les prédateurs... c'est la vie. ».

## Héritage
L'Institut Paradjanov-Vartanov a été créé à Hollywood en 2010 pour étudier, préserver et promouvoir l'héritage artistique de Sergei Paradjanov et Mikhail Vartanov.